# Филяшкин, Кирилл Иванович
Кирилл Иванович Филяшкин — советский военный, государственный и политический деятель,генерал-лейтенант.

## Биография
Родился в 1910 году в селе Покровско-Васильевское,Ломского района Тамбовской области. Член ВКП(б).
С 1928 года — на военной службе, общественной и политической работе. В 1928—1966 гг. — красноармеец, на политической работе в РККА, секретарь партийного бюро стрелкового полка, инструктор политического отдела, военный комиссар 100-й стрелковой дивизии, заместитель командира 1-го гвардейского механизированного корпуса по политической части, начальник политического отдела 6-й гвардейской танковой армии, начальник политического управления Бакинского района ПВО, член Военного Совета Бакинского округа ПВО, член Военного Совета/начальник политического управления Сибирского военного округа, заместитель начальника 10-го Главного управления Генерального штаба ВС СССР по политической части.
Умер в 1966 году в Москве. Похоронен на Новодевичьем кладбище.

### Сочинения
Дивизия принимает гвардейское знамя.-Под гвардейским знаменем. Издание Академии бронетанковых войск,1967 г,Москва. стр18-20. 